# Parodia sellowii
Parodia sellowii (Link & Otto) D.R.Hunt, es una especie fanerógama perteneciente a la familia de las Cactaceae. 

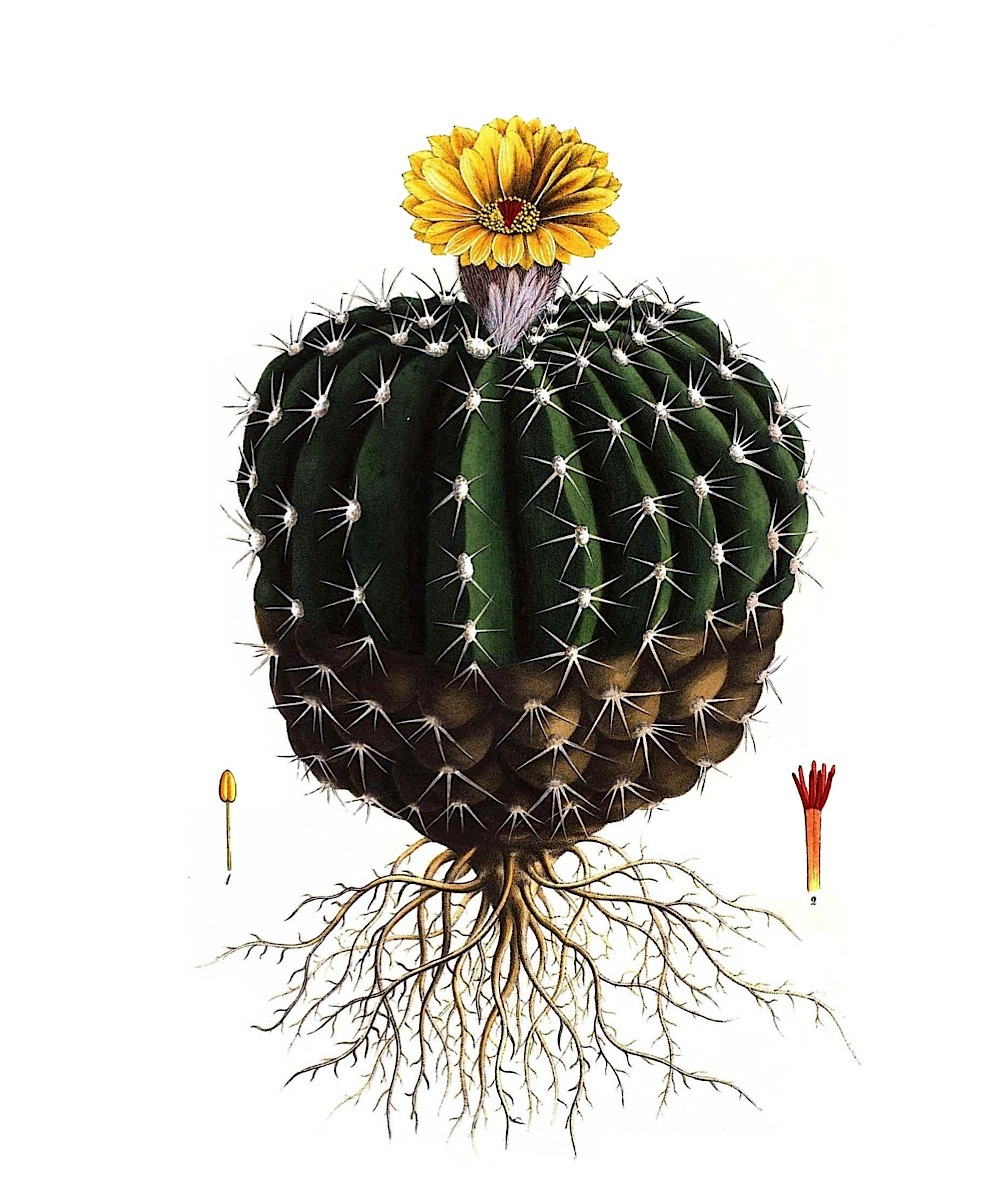
Ilustración

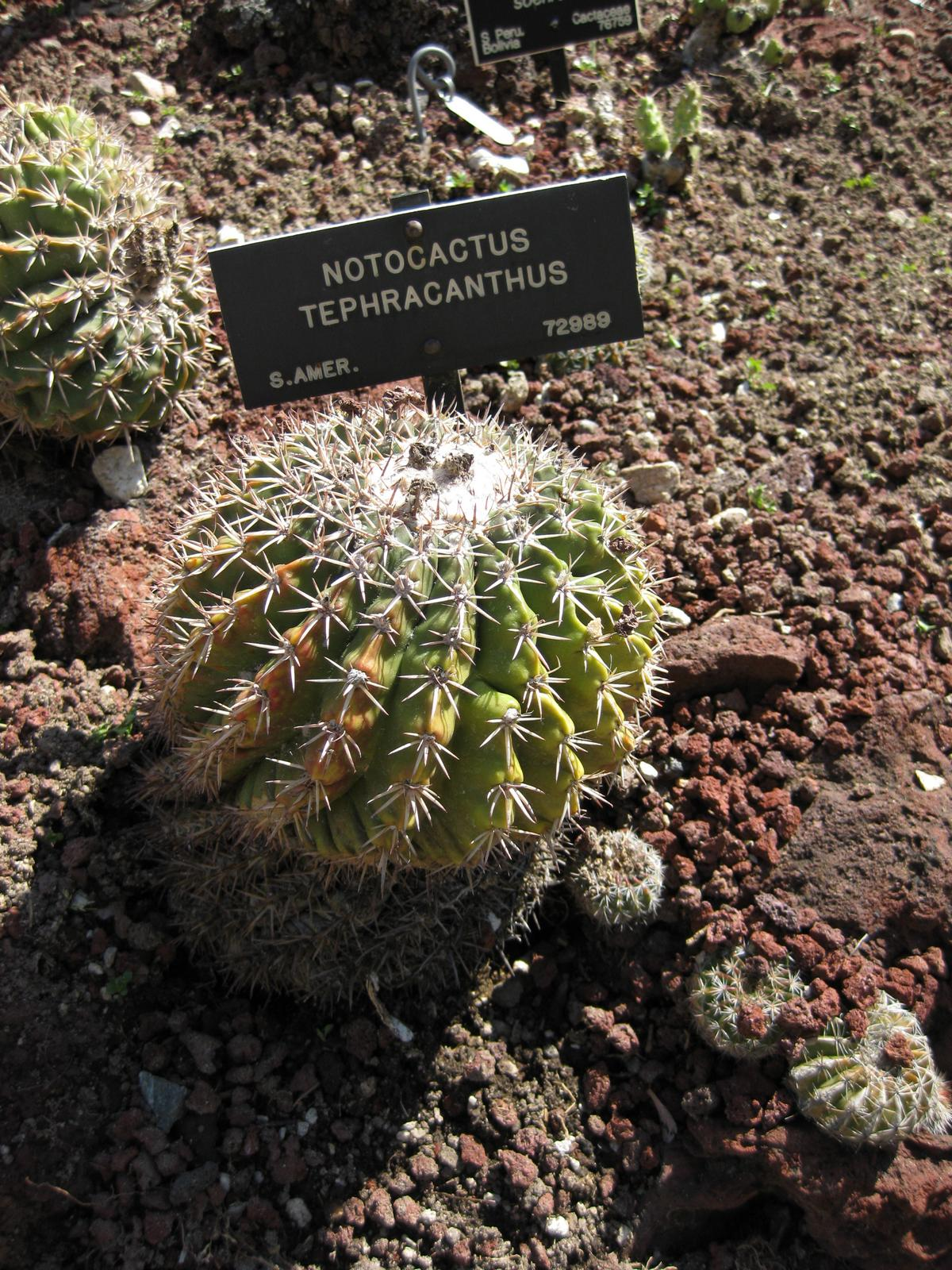
Vista de la planta

## Descripción
Parodia sellowii suele crecer individualmente. El tallo de color verde oscuro, con depresión esférica o cilíndrica corta, a veces  alcanzan una altura de hasta 20 centímetros y 15 centímetros de diámetro (raramente hasta 33 centímetros). El  ápice es lanudo y deprimido a veces. Las 17 a 22 (raramente a 25) costillas son afiladas. En ellas se encuentran las areolas  de 1,5 a 2 cm y en la mayoría lo único que sobresale es la espina central, que también puede estar ausente, es ligeramente más fuerte que los dientes marginales y tiene una longitud de hasta 2 cm. Las once y cincuenta y seis espinas radiales son amarillentas, son rectas o dobladas hacia atrás y de hasta 2 cm de largo. Las flores son color amarillo limón al amarillo dorado y alcanzan una longitud de 4 a 5 centímetros de diámetro. La base de la garganta es de color rojo. El tubo de la flor está cubierto con lana blanca y unas pocas cerdas. Los frutos son de color rojizo a morado, y tienen una longitud de hasta 1 cn. Los frutos contienen en forma de casco negro las semillas de hasta 1 mm de longitud, que son tuberculadas.

## Distribución
Es endémica de Argentina, Uruguay, Paraguay y Brasil. Es una especie muy común que se ha extendido por todo el mundo.

## Taxonomía
Parodia sellowii fue descrita por (Link & Otto) D.R.Hunt y publicado en Cactaceae Consensus Initiatives 4: 6. 1997.
Etimología
Parodia: nombre genérico que fue asignado en honor a Lorenzo Raimundo Parodi (1895–1966), botánico argentino.
sellowii: epíteto otorgado en honor del botánico alemán Friedrich Sellow.
Sinonimia
| - Echinocactus sellowii basónimo - Malacocarpus sellowii - Wigginsia sellowii - Notocactus sellowii - Echinocactus tephracanthus - Malacocarpus tephracanthus - Wigginsia tephracantha - Notocactus tephracanthus - Echinocactus corynodes - Malacocarpus corynodes - Wigginsia corynodes - Notocactus corynodes - Echinocactus sessiliflorus - Malacocarpus sessiliflorus - Wigginsia sessiliflora - Notocactus sessiliflorus - Echinocactus courantii - Malacocarpus courantii - Wigginsia courantii - Notocactus courantii - Echinocactus fricii - Malacocarpus fricii - Wigginsia fricii | - Notocactus fricii - Echinocactus leucocarpus - Malacocarpus leucocarpus - Wigginsia leucocarps - Notocactus leucocarpus - Malacocarpus macracanthus - Wigginsia macracantha - Notocactus macracanthus - Malacocarpus macrogonus - Wigginsia macrogona - Notocactus macrogonus - Echinocactus pauciareolatus - Malacocarpus pauciareolatus - Notocactus pauciareolatus - Echinocactus vorwerkianus - Malacocarpus vorwerkianus - Wigginsia vorwerkiana - Notocactus vorwerkianus - Malacocarpus stegmannii - Wigginsia stegmannii - Notocactus stegmannii - Parodia paucicostata - Wigginsia rubricostata - Notocactus rubricostatus |